# Monde dans la pensée de Martin Heidegger
La révélation de tout étant, quel qu'il soit, présuppose qu'un « monde » soit au préalablement ouvert. Le concept de « monde » renvoie  dans la pensée  du philosophe Martin Heidegger à deux notions qui en soutiennent l'unité, à la fois à l'unité d'un horizon de significations (d'où le thème de la « significativité » du monde) et à l'idée de « familiarité ».  Dans Être et Temps, l'idée de Monde est à  rapprocher de l'idée d'éclaircie, ou d' « ouvert » pris au sens platonicien de « lumière » et non comme une collection pré-donnée d'étants, qui entrerait accessoirement et ultérieurement dans un champ de vision. 
Le concept majeur In-der-Welt-sein du philosophe Martin Heidegger dans son ouvrage titre Être et Temps a été transposé en français par l'expression  « être-au-monde » comme caractère essentiel du Dasein. Comprendre l'« être-au-monde », comprendre le Dasein passe donc par l'étude de l'élément structurel « monde ». Ici, le concept de « monde » n'a donc de sens qu'à travers et pour le Dasein comme le souligne Dominique Saatjian, l'interrogation ne doit pas se limiter à une description du monde mais doit dégager ce qui fait qu'un monde est monde et non une simple collection d'objets, à savoir, la « mondéité » par quoi quelque chose pourra être dit de l'essence de l'« être-au-monde ».
Pour Heidegger, le monde s'offre selon trois types distincts « le  l'Umwelt (le monde naturel et social qui nous entoure), le Mitwelt  (les autres, proches, parents, étrangers que nous rencontrons) et enfin le Selbstwelt  (ce à quoi j'ai affaire et le mode personnel, la façon dont je le rencontre) », écrit Michel Haar,.

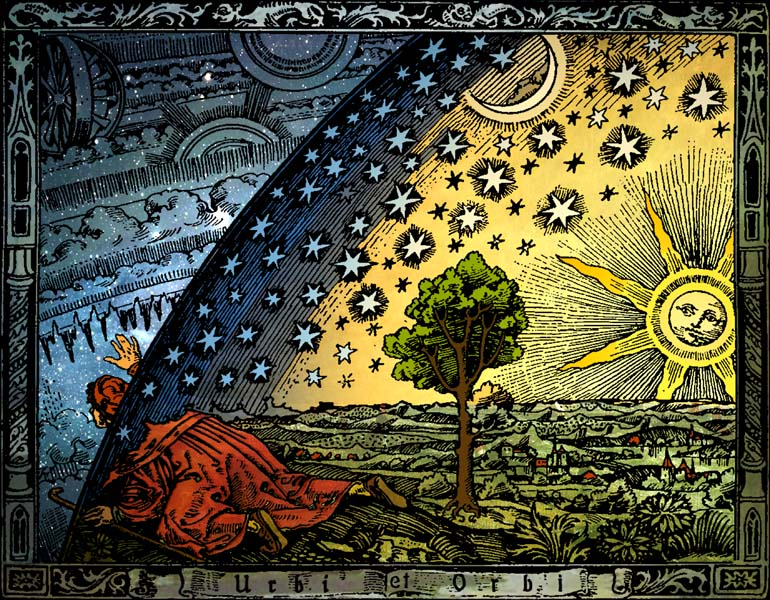
Universum, C. Flammarion, gravure sur bois, Paris 1888.

## Approche du concept de monde

### Le monde comme problème
La problématique du « monde », apparaît dès le chapitre 3 d' Être et Temps . Au lendemain de Être et Temps, le cours de 1929-1930, intitulé Les concepts fondamentaux de la métaphysique : Monde-finitude-solitude, fait de la question du monde, die Weltfrage, son thème prioritaire  au détriment de la « question de l'être ». Comme le remarque Marlène Zarader dans les enjeux principaux d' Être et Temps, « il apparaîtra finalement que le principal d'entre eux est constitué par le concept de Monde ; tout en étant au cœur de Sein und Zeit (Être-et-Temps) ce concept est le lieu d'un problème qui ne semble pas pouvoir trouver sa solution dans le cadre de l'« ontologie fondamentale » », .
Depuis Être et Temps, jusqu’aux derniers travaux, le concept de « Monde » a connu une mutation importante ; d'abord centré sur le Dasein, dont il constitue à cette époque l'horizon transcendantal, il devient, dans la Lettre sur l'humanisme, « éclaircie  dans laquelle l'homme émerge du sein de son « essence jetée » », écrit Françoise Dastur. Dès lors, le monde ne peut plus être considéré comme une projection du Dasein comme c'était le cas à la lecture d' Être et Temps . On distinguera donc dans une perspective historique : le monde comme horizon transcendantal, le monde comme « éclaircie »  de l'être, le monde comme Uniquadrité.  Cette idée de « monde » va s'avérer tout à fait étrangère à celle plus traditionnelle de « nature ».

### Le monde n'est pas la nature
Loin de l'idée triviale de réalité dans laquelle l'homme occuperait une place comme un arbre, tout Dasein possède au sens de l' « être-au-monde », et dans l'esprit de Heidegger, un monde qui lui est propre ; un monde que des expressions courantes de la littérature comme le « monde de Proust » ou le « monde de la rue », « ce n'est pas ton monde », peuvent donner l'idée. Un tel monde se dévoile, non comme une collection de « choses », une totalité, mais comme une tournure d'ensemble, qui possède une « significativité » propre, à travers l'usage et la jouissance, qui font de ce monde là, pour ce Dasein là, un monde qui a un sens.  Heidegger, souligne Hans-Georg Gadamer, a lui-même présenté une esquisse d'une histoire des concepts de « monde », où il a notamment mis en évidence, en le justifiant historiquement, le « sens paulinien et néo-testamentaire » ainsi qu'anthropologique de ce concept au sens où il l'employait lui-même. 
Comme le remarque Jean Greisch, après avoir distingué le concept de « Monde », qui ne recoupe pas celui de nature, il reste néanmoins à définir le « statut ontologique de la nature », que Heidegger appréhende comme : « ce qui reste du monde quand on l'ampute de sa significativité. Car pour le Dasein, l'« être-au-monde », et donc le monde lui-même, est compréhensible pour autant justement qu'il est doté d'une « significativité » » si bien que la question de l'existence du monde ou de la nature ne se pose plus, car toujours donné comme déjà signifiant pour un Dasein. Pour marquer la spécificité de l'« être-au-monde » humain, Heidegger est amené à comparer dans un de ses cours le monde animal et le monde humain. La comparaison entre le mode d’ouverture à son milieu, propre à l’animal, et le mode d’ouverture à l’étant, qui caractérise l’homme, va jouer un rôle important dans l’évolution de la pensée heideggérienne et dans son effort fondamental et progressif pour élucider le concept de monde. C'est dans le cours de 1929/30 intitulé Concepts fondamentaux de la métaphysique : Monde-finitude-solitude que Heidegger étudie, sur la base des travaux du biologiste Jakob von Uexküll, le comportement animal, d'où il ressort, par contraste avec le monde humain, la pauvreté du monde animal.

### Rejet de l'approche cartésienne
Être et Temps a consisté à lutter contre l'interprétation erronée du phénomène du monde hérité de la tradition. Il s'agit pour Heidegger de procéder à une véritable « déconstruction » de l'héritage cartésien, de recenser les diverses significations du phénomène du monde et de lutter contre les idéologies dites des « visions ou des conceptions du monde », les Weltanschauungen qui dominaient la scène philosophique à cette époque. L'ontologie cartésienne est dominée par la notion de « substance » héritée de la scolastique, qui, à aucun moment, ne s'interroge sur les conditions originaires de donation de ces phénomènes.
Descartes prescrit souverainement au monde (par déduction logique) son être véritable, soit « une chose étendue dans un espace mathématique ». Le monde, pour Descartes, est une sommation de choses ; il impose par la suite sa distinction « substance pensante/chose corporelle », distinction qui masque le rapport originel d'où provient cette conception traditionnelle et qui selon Heidegger se situe au niveau de l' « être-au... », de « être-au-monde ». Il lui échappe, note Walter Biemel, « l'aspect « ustensilier » (utilitaire voir outil) de l'« étant sous-la main » ». Une telle réduction, remarque Dominique Saatjian, « implique aussi l'impossibilité d'accéder à la moindre entente de l'être au travers des « comportements » du Dasein ». Citation de Martin Heidegger « la clarification du concept de monde est une des tâches capitales de la philosophie. Le
concept de monde – le phénomène ainsi désigné – voilà justement ce que la philosophie jusqu’à présent n’a pas encore reconnu » ,.
Le concept de Weltanschauung
Dans les années 1920 à 1930 , en Allemagne comme en France, le thème philosophique des « Visions du monde » ou Weltanschauungen dominait  la scène intellectuelle. Heidegger s'élève contre la tendance à utiliser ces termes de « vision » ou de « conception du monde » et conteste le bien fondé à considérer un thème comme un synonyme de la philosophie. Edmund Husserl et Martin Heidegger, se sont opposés à cette réduction; « la philosophie en tant qu'ontologie, prend l'être pour unique et véritable thème directeur ce qui l'oblige à exclure « la Vision du monde » de son domaine ».
S'il l'exclut, du domaine de l'ontologie, Heidegger ne réserve pas moins au thème populaire des « Visions du monde », une place dans le cadre de l'« analytique existentiale ». Ni subjectif, ni objectif le monde des « visions du monde » appartient à l'essence du Dasein.« La philosophie doit entre beaucoup de choses montrer que quelque chose comme une Weltanschauung appartient à l'essence du Dasein. La philosophie peut et doit définir ce qui appartient à la structure d'une  Weltanschuung en général. Mais elle ne peut jamais donner telle ou telle configuration à une Weltanschauung déterminée ni l'instituer.. » cité par Jean Greisch.

## Le monde comme horizon de compréhension
Les « choses » rencontrées dans la quotidienneté ne sont justement pas d'abord saisies en tant que « choses », mais bien plutôt dans leur un usage, leur utilité, et c'est à travers cet usage que le Dasein prend contact avec elle, la tasse de café comme récipient pour boire, le crayon comme  machin pour écrire, donc comme des espèces d'outils ou de moyens saisis dans un but déterminé. Tout cela n'est possible que si auparavant il y a originairement « rapport au monde » où l'étant est d'abord tout simplement là présent, vorhanden . L'ensemble des « choses » de ce monde ambiant familier qui constituent l'étant « intra-mondain » se dévoilera à la préoccupation circonspecte comme un « Outil », c'est-à-dire, comme un étant « à dessein de quelque chose »  au sens phénoménologique, et non pas pour lui-même. Devant ce phénomène Heidegger démarre son analyse du monde comme un horizon de compréhension des étants qui s'offrent à partir du « monde ambiant » quotidien, der Umwelt. Le Dasein se meut librement dans ce monde familier, sans nécessairement en avoir conscience. Sur ce rapport au monde des choses familières qui nous entoure, Heidegger fait la remarque importante pour la suite de ses travaux que ce rapport dépend avant tout de notre disposition, de notre humeur et non d'un acte perceptif ou intuitif (Être et Temps, §29).
La révélation de tout étant, quel qu'il soit, présuppose qu'un monde soit au préalablement ouvert (Ershlosssenheit) a toujours déjà eu lieu. Toutefois le monde, n'étant pas un étant mais un  « existential », c'est-à-dire, un mode d'être du Dasein, ne peut jamais en tant que tel, être découvert. La traduction littérale de Erschlossenheit par ouverture néglige en fait, la nature existentiale du concept, c'est pourquoi Vezin ose utiliser dans sa traduction d’Être et Temps le terme étrange de « Ouvertude » « Le Dasein est son ouvertude » dit-il.
C'est parce que le Dasein a une compréhension pré-ontologique, naturelle, immédiate et générale que quelque chose, aussi bien que lui-même, peut lui apparaître. Deux traits sous-tendent cette pré-compréhension, « la familiarité », et la « significativité ».

### L'a-priorité du monde
La révélation de tout étant, quel qu'il soit, « présuppose » qu'un monde soit au préalablement ouvert. Françoise Dastur,écrit : « Nous avons un accès premier au monde à travers nos disposition^s et non pas à travers , un ace perceptif de sorte que notre être-dans-le-monde n'est pas notre propre accomplissement, mais est toujours déjà passivement ouvert dans la « disposition » ».
Le concept de « monde » renvoie dans la pensée de Heidegger à deux notions qui en soutiennent l'unité, à la fois à l'unité d'un horizon de significations, d'où le thème de la « significativité » du monde, et à l'idée de « familiarité ». En tant qu'éclaircie, cet « ouvert » dans Être et Temps, est à prendre au sens platonicien de « lumière » et non comme une collection pré-donnée d'étants, qui entrerait accessoirement et ultérieurement dans un champ de vision. 
C'est parce que le Dasein dans la quotidienneté, se tient dans une totalité ouverte de signification à partir de laquelle il se donne à comprendre l'étant intra-mondain, les autres et enfin lui-même, qu'il a une compréhension pré-ontologique, naturelle, immédiate et générale, comportant  familiarité, et significativité, que quelque chose comme un monde, aussi bien d'ailleurs que lui-même, peuvent lui apparaître. « Autrement dit comprendre son monde c'est aussi comprendre le Dasein ».

### Les structures et choses du monde

#### La significativité
Dans Être et Temps c'est à travers le phénomène de l' outil, que Heidegger aborde la question du Monde ; il s'agit de mettre à jour l'armature et les nervures de ce monde phénoménal qui se donne à voir.  Heidegger y distingue, avec la généralisation du principe d'ustensilité, ce qu'il appelle dans la traduction française des « structures de renvois » et des « tournures ».
La « significativité », Die Bedeutsamkeit   désigne la structure ontologique du monde en tant que tel. Le « monde » se présente, non comme une totalité d'étants mais comme une totalité de « significations » toujours déjà présentes à partir de laquelle tout étant va pouvoir prendre sens. Au quotidien, l’étant, les choses du monde, se donnent au Dasein dans la préoccupation  ou Die Besorgen, et non dans la saisie théorique d'un objet de connaissance. L'intentionnalité husserlienne est réinterprétée comme un « se-soucier-de » l'étant, dont l'éventuelle visée d'un objet de connaissance dérivera. Le Dasein utilise l’étant qui se donne à lui comme « outil », Zeug , cet outil apparaît au regard de la « préoccupation », regard que Heidegger appelle « circonspection ».
« L'idée fondamentale de Heidegger, c'est que l’« être-là », l'homme, ne rencontre pas la chose de façon directe et immédiate, dans sa nudité, mais sur le fond d'un rapport de sens qui l'inscrit dans un réseau de significations renvoyant les unes aux autres », écrit Alexander Schnell. Le Dasein existe et en ce sens il ne rencontre des objets qu'en tant qu'être préoccupé et attentif. Tout étant, apparaît, non pour lui-même, mais comme renvoyant à un contexte et tout objet devient « outil », une chose utile « en vue de .. » écrit Christian Dubois. Mais de même qu'il n' y a pas d'outil isolé (§ 17), il n'y a pas d'outil qui serve à personne. C'est dans l'action entreprise « en vue de… » que l'outil dévoile son être, il est donc dans son essence, « en son être, renvoyé » à autre chose qu'à lui-même.
De proche en proche, toute la nature dans son caractère disponible, peut être découverte (selon les exemples de Heidegger, la forêt réserve de bois, la carrière réserve de pierres pour la construction). L'être des ustensiles c'est leur maniabilité ou Zuhandenheit au sens large. Et c'est précisément, parce que le maniement n'est pas consécutif à une représentation, mais à une pratique, que la « maniabilité » n'est pas une simple présence Vorhandenheit sur laquelle se grefferait une nouvelle propriété selon Emmanuel Levinas,. François Vezin (p. 563), développe « Nageant dans le « bain » de l'existence, le Dasein  se meut dans les rapports de conjointures ». C'est pourquoi, Jean Greisch peut dire , que la découverte, du, ou des mondes, précèdent celle des choses, dans les tournures et les conjointures qui leur sont propres. Le Dasein quotidien appartient essentiellement à un monde avec lequel il est étroitement relié. 
L'expérience vécue renvoie toujours déjà à un monde ambiant écrit Sophie Jan-Arrien « Tout ce qui est donné et expérimenté comme vécu l'est en rapport avec l'ouverture préalable d'un monde ambiant. il n'y a jamais d'abord des objets qui seraient ensuite compris en tant que signifiant ceci ou cela ; il y a premièrement un complexe de significativités saisi immédiatement, à partir duquel « quelque chose » apparaît comme ce qui se donne ». Avec le Dasein s'ouvre un espace de rapports à partir de quoi quelque chose peut seulement prendre sens d'où il ressort que le Monde en ce sens ne fait qu'un avec la « transcendance » de ce même Dasein.
Dominique Saatdjian précise dans sa contribution que la relation entre le Dasein et le  monde n'est pas la même que celle exprimée entre sujet et objet ou homme et Nature. Cette relation qui caractérise la façon dont le  Dasein est ouvert à l'être, doit s'entendre sur le plan strict de l'« ek-sistence ». Il s'agit pour Heidegger avec le concept de monde de nommer une manière d'être du  Dasein, c'est-à-dire de faire de la « mondéité un « existential » ».

#### Structures de renvois et signes
De même qu'il n' y a pas d'outil isolé (ou ustensile au sens large), il n'y a pas d'outil qui soit là et qui soit utile à personne (Être et Temps, § 17). C'est dans l'action entreprise « en vue de… », que l'outil dévoile son être, il est donc en son être « renvoyé » à autre chose qu'à lui-même. Heidegger distingue à ces renvois une triple signification, le renvoi à un autre outil qui appartient fonctionnellement à la même destination (exemple : le bouton à la boutonnière), le renvoi immédiat à cette destination, à ce dont il retourne avec lui (le marteau pour marteler, ajuster, faire un meuble) et de proche en proche à des finalités de plus en plus larges, enfin, but ultime, le renvoi à l'« être qui est au monde » sur le mode de l'affairement et de la préoccupation.
Pour distinguer l'outil de la chose indifférente, simplement là, Heidegger utilise le terme de Zuhandenheit , que l'on traduit par « disponibilité » ou mieux « maniabilité ». Ce qui est primitivement donné c'est l'étant-disponible, donc une chose  « en tant que… » car le pour-quoi de l'objet commande.
Le bouclage des structures de renvois finalisés implique, par lui-même, en bout de course, la « significativité » ,  Die Bedeutsamkeit  du monde environnant. Dominique Pradelle précise les points suivants : le « pourquoi » (le à quoi çà sert) de l'ustensile ne vient pas se greffer sur lui a posteriori, comme un prédicat, mais sa signification singulière appartient d'emblée à l'étant rencontré. Trois traits particuliers nous éloignent encore plus de l'espace mathématisé. L'ustensile échappe à la mesure de la distance, le maniable « à portée de la main » l'est plus ou moins en fonction de sa disponibilité. La notion de « place » ne se réduit pas à ses coordonnées cartésiennes, un ustensile est ou n'est pas à sa place. Enfin la notion de « direction » ne possède de sens que pour la préoccupation pratique.
De proche en proche, toute la nature dans son caractère disponible, peut être découverte (la forêt réserve de bois, la carrière réserve de pierres pour la construction).

#### Tournures et conjointures

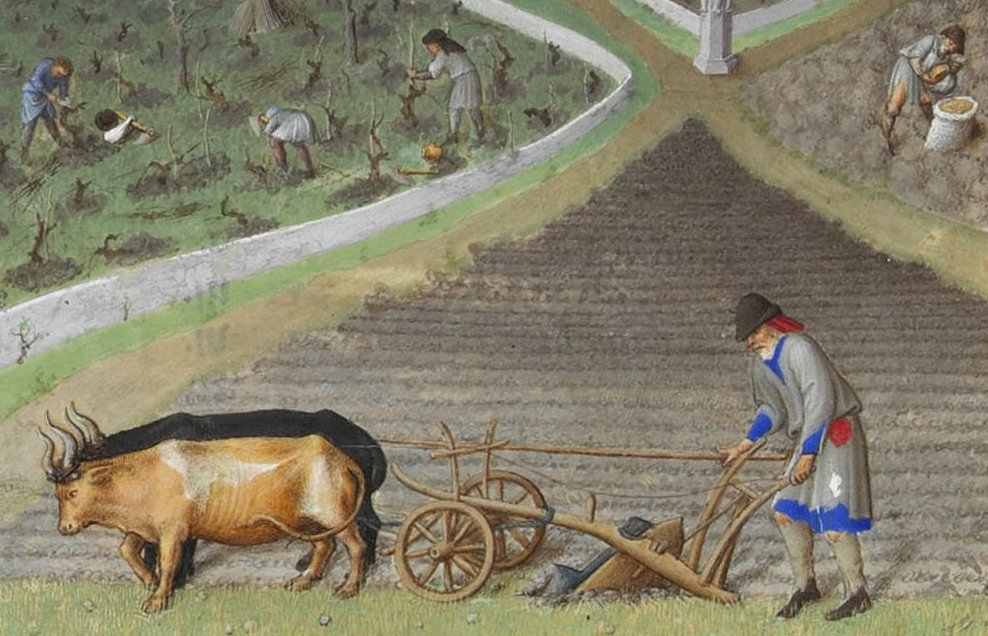
Les Très Riches Heures du duc de Berry années 1440, musée Condé, Chantilly

Il n'y a d'« ustensile » que dans la mesure où le domaine du « monde » qui les justifie est déjà compris, « entendu », Être et Temps (§18).  Heidegger en appelle à l'exemple de la moissonneuse batteuse qui ne prend de signification qu'à l'intérieur de la ferme et de l'exploitation agricole. C'est, cet « enchâssement » que Heidegger dénomme Bewandtnis (traduction Martineau : « conjointure dans la traduction Vezin), qui de proche en proche mettent en découvert, le monde. D'autre part dans chaque monde (la ferme, l'atelier, la salle de bains, l'église…), les choses y destinées sont à leur place, c'est ce que traduit le terme de « conjointure ». Tout monde est une entièreté de conjointures dont le point d'attache se trouve dans un « à dessein de quelque chose » dans lequel le Dasein est engagé note François Vezin. C'est pourquoi l'on peut dire  que la découverte, du, ou des mondes, précèdent celle des choses dans les tournures et les conjointures qui leur sont propres. Le Dasein quotidien appartient essentiellement à un monde avec lequel il est étroitement relié.
En conclusion ce monde phénoménologique, qui n'est jamais une sommation d'étants, mais une  structure de renvois, ni objective, ni subjective, mais dont le  Dasein constitue l'ultime et unique finalité, reste, le plus souvent, « en retrait », « invisible », car le propre de l'étant maniable est de s'effacer devant sa maniabilité. Il en résulte que dans Être et Temps, la nature est ignorée au seul profit d'un monde uniquement humain, note Françoise Dastur,

#### La découverte du «monde»
Le plus souvent pour le commerce du Dasein dans la quotidienneté le monde comme tel reste inapparent, ce n'est donc qu'accidentellement qu'il peut apparaître avec plus ou moins de force dans des circonstances particulières :
1. à la suite d'un mode déficient de la préoccupation (Être et Temps, § 16)[N 9].
2. à la suite d'un renvoi qui fait signe (Être et Temps, § 17)[N 10].
3. à la suite d'un effondrement de la familiarité dû à l'ennui ou à l'angoisse[N 11]

### La mondéité du monde
Il s'agit de la question de son essence et de ce qui en fait l'unité. C'est à travers les « manières d'être » du Dasein, note Jean Greisch que « nous aurons le droit de parler de « mondéité » […] nous envisageons la manière d'être du Dasein et non quand nous avons en vue les propriétés « objectives » des choses qui font partie du monde ». On ne peut pas comprendre la relation entre le Dasein et le « monde », qui en est une manière d'être spécifique, à partir de la traditionnelle relation du sujet et de l'objet. Toutefois comme le fait remarquer Joël Balazut, « en dépit de l’importance que prend l’analyse du monde comme « monde ambiant » dans Être et Temps, l’existential « monde » (la Weltlichkeit) n’est cependant pas retenu dans la caractérisation de l’essence du Dasein comme souci au § 41 ».

#### Le monde comme ouverture
La révélation de tout étant, quel qu'il soit, présuppose qu'un monde soit au préalablement ouvert. L'ouverture (Ershlosssenheit) a toujours déjà eu lieu. Toutefois le monde, n'étant pas un « étant » mais un « existential » (c'est-à-dire, l'effet d'une « entente » du  Dasein), ne peut jamais en tant que tel, être découvert.
L'« Ouvert », qui le présuppose, n'est pas constitué par l'étant, il n'en est pas non plus la représentation, puisque ce n'est qu'à l'intérieur de cet « Ouvert » ou « horizon », qu'il est possible d'instaurer une relation à l'étant, toute relation présuppose l'ouvert. La traduction littérale de Ershlosssenheit par « ouverture », rate en fait, la nature existentiale du concept, c'est pourquoi Vezin préfère utiliser dans sa traduction d’Être et Temps le terme étrange de « Ouvertude » : « le Dasein est son ouvertude » dit-il.
Le concept de « monde » renvoie  dans la pensée  de Heidegger à deux notions qui en soutiennent l'unité, à la fois à l'unité d'un horizon de significations (d'où le thème de la « significativité » du monde et à l'idée de « familiarité ». En tant qu'éclaircie, cet « ouvert » dans Être et Temps, est à prendre au sens platonicien de « lumière » et non comme une collection pré-donnée d'étants, qui entrerait accessoirement et ultérieurement dans un champ de vision. Le terme d'« ouvertude » de préférence à « ouverture », proposé par François Vezin tend justement à souligner l'approche du monde en tant que « préoccupation soucieuse » qui enveloppe le Dasein   (voir le Souci).
Heidegger y distinguera comme catégories accordées à la vie du Dasein, existentiaux : la disposition, le comprendre et le discours.

#### Le monde comme préoccupation
À l'époque d' Être et Temps, le monde se dévoile, en premier lieu, au Dasein, dans la préoccupation (Besorgen ) quotidienne, et non dans une démarche théorique visant un objet pour la connaissance. Ainsi l'intentionnalité husserlienne est réinterprétée comme un « se-soucier-de » l'étant, duquel une connaissance théorique peut uktérieurement dériver. Le Dasein utilise l’étant qui se donne à lui comme « outil » Zeug . Cette relation est dominée par la tension « en vue de… », on se saisit d'un étant « à-portée-de-la-main »  (Zuhandenheit ) pour réaliser quelque chose.
La préoccupation englobe les activités les plus diverses. Dans l'optique de Être et Temps, la distinction qui importe n'est plus la distinction canonique entre le « pratique » et le « théorique » mais entre la préoccupation qui discerne et le dévoilement théorique de l'étant.
Le Dasein ne commande pas la projection par laquelle il se donne un horizon afin de se rendre possible une action; ceci c'est le rôle de la Disposition Die Befindlichkeit  qui comporte toujours, déjà, une « dépendance ouvrante ».
Parce que « le monde compris comme multiplicité des horizons a un côté détourné […] de notre pouvoir de représentation » Christoph Jamme note que « Heidegger tente de dépasser le concept husserlien d'intentionnalité par le concept de transcendance […], ce qu'il désigne aussi par le terme de « monde » ».

#### L'assombrissement du monde
Par cette expression d'« assombrissement du monde » ou (Verdüsterung der Welt), ou mieux de « dévastation » (Verwüstung), Heidegger tente de rendre compte du règne du Nihilisme, dernière époque dans l'histoire de la « vérité de l'Être ». Le règne inconditionné de la technique vise à rendre toute « choses » « disponible », ce qui conduit « à l'impossibilité d'accéder à la moindre entente de l'être au travers des comportements du Dasein ». Heidegger détaille les formes contemporaines et souterraines du Nihilisme dans sa conférence consacrée au « Dépassement de la métaphysique » dans les Essais et Conférences, en les regroupant au nombre de trois : il s'agit de la planification, de l'usure et de l'uniformité. 
Michel Haar note que « la technique exige la destruction de la « terre » et son remplacement par un espace neutre uniforme et universel [...] La spatialisation annule non seulement la spécificité du « lieu », mais la capacité des « choses » de rassembler elles-mêmes l'espace et de révéler à travers elle, des lieux ». Michel Haar doute que l'on puisse parler d'un « monde de la technique », car dans le processus d'uniformisation et de calculabilité de tous les rapports, processus qui abolit toute proximité et toute distance, l'homme ne peut plus être situé près ou loin des choses, qu'elles soient familières ou inquiétantes.

## Le monde comme éclaircie de l'être
Après Être et Temps le « Monde » prend progressivement une autre signification. Françoise Dastur  rapporte une nouvelle définition qui prend place dans un passage tiré de la Lettre sur l'humanisme où « le monde devient l'éclaircie de l'être dans laquelle l'homme émerge du sein de son essence jetée ». Dès lors souligne-t-elle « nous ne pouvons plus considérer la projection du monde comme l'acte d'un sujet transcendantal mais nous devons plutôt l'identifier à l'avènement, toujours à nouveau, de l'existence humaine » à travers l' être-jeté. Michel Haar de son côté écrit  « qu'avant les cours sur Hölderlin , le concept de monde est quasiment an-historial » (c'est-à-dire qu'il reste transcendantal et métaphysique) alors qu'ensuite il sera question de Grundstimmung , soit de disposition ou de tonalité fondamentale comme dans le cours sur Les Hymnes de Hölderlin : La Germanie et le Rhin qui vont être à la fois déterminée et déterminante pour une époque (l'esprit d'une époque).

### L'identité du monde et du Dasein
Tout l'effort de Heidegger va se tourner vers « la pensée de l'intime identité du monde et du Dasein ». Alors que dans Être et Temps, l'ouverture du « là », (« le là de l'« être-le-là » » du Dasein  voir Être et Temps), est conçue comme centrée sur le « monde du Soi », l'homme va maintenant  déployer son être de telle sorte qu'il devient le « là » (le lieu) de l'éclaircie de l'Être, « de sorte qu'elle ne puisse plus être considérée comme la contrepartie de l'immanence d'un sujet, mais comme le fait pour le Dasein de se tenir ouvert pour l'ouverture de l'être ». « Le monde n'est plus une espèce de projection du Dasein mais la « clairière » en quoi le Dasein « ek-siste » »,.
C'est à partir de la Lettre sur l'humanisme que Heidegger comprend l' « ek-sistence » non plus comme une projection transcendantale mais, comme une « endurance », le Dasein devient l'ouvert pour l'ouverture de l'être et c'est dorénavant l'Être lui-même qui destine l’être-le-là (voir le Dasein) à son essence. Le Dasein s'inscrit dans une passivité constitutive, passivité à l'écoute de l'être,.

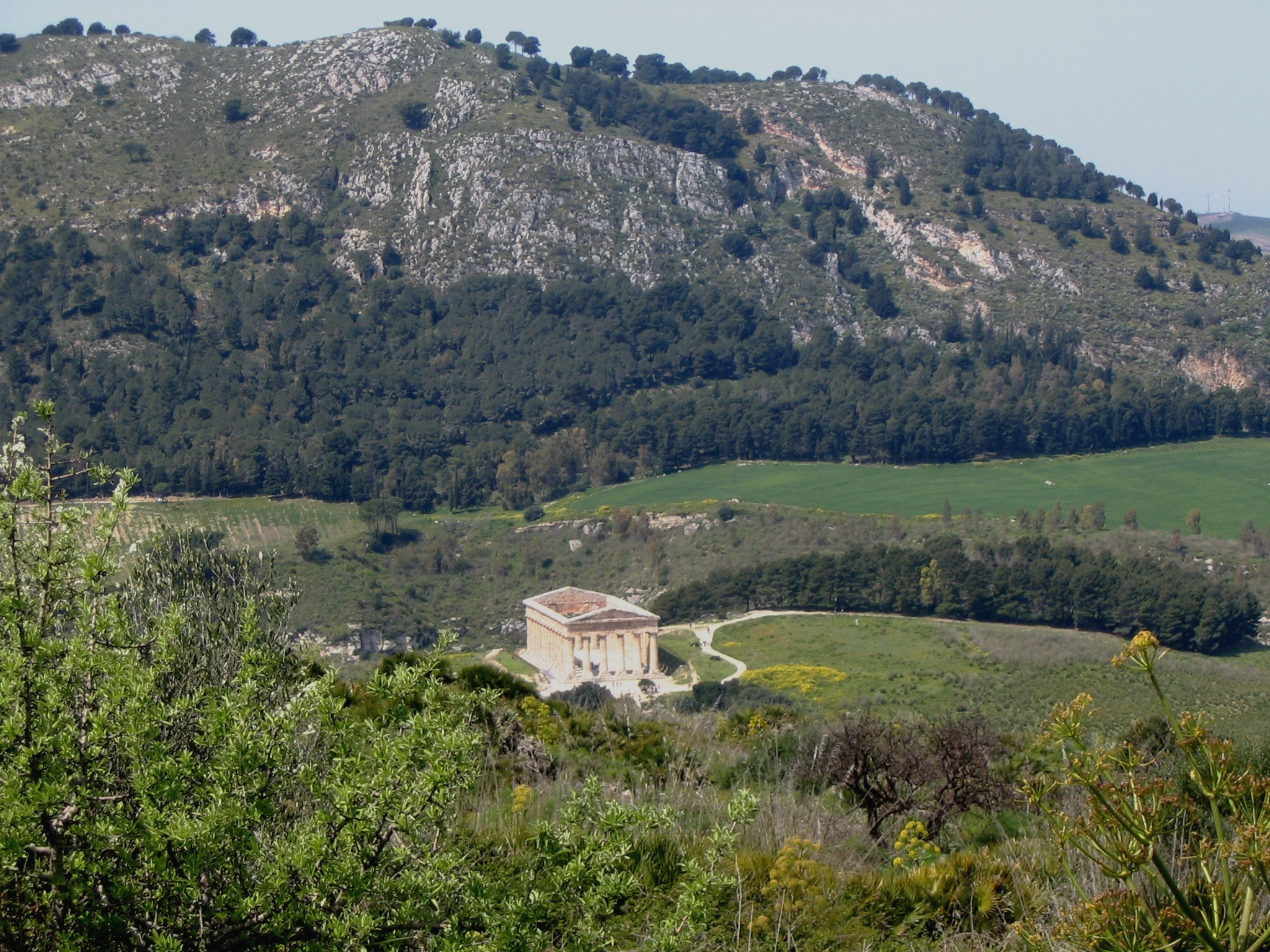
Segeste - site du temple

Ce dernier « monde là », n'est plus configuré par l'homme, qui lui, est moins encore, ce sujet demeurant en lui-même avant d'avoir une relation au monde ; en tant que « là » de l'Être le Dasein s'il n'est plus configurateur, reste celui qui participe à l’événement du monde,. 
Déjà  dans  Être et Temps, le monde, n'est plus l'acte d'un sujet « transcendental » mais avant tout l'avènement de l'existence humaine. Progressivement la « mondéité », notamment dans les Apports à la philosophie : De l'avenance, et dans la Lettre sur l'humanisme, va se charger d'un sens verbal actif, le monde va dorénavant « mondéiser ou amonder ».
Le monde est ce en quoi le Dasein   se tient. À partir de la conférence de 1935 sur l' De origine de l'œuvre d'art, Heidegger renverse et élargit la perspective, le monde n'est plus le monde ambiant, l' Umwelt  quotidien, il se définit selon Françoise Dastur « comme l'ensemble des rapports dans lesquels les décisions essentielles d'un peuple, les victoires, les sacrifices et les œuvres sont « ajointées » ». 
Toutefois Françoise Dastur. souligne que ce règne du monde « ne veut pas dire pour autant la suppression de la capacité projective du Dasein mais plutôt sa subordination à l'événement primordial de l'ouverture du monde dans lequel se tient le Dasein » . Ce qu'Heidegger cherche à montrer c'est qu'il n'y a pas deux pôles, Dasein et monde mais un seul « événement ».

### L'œuvre d'art comme configuratrice de monde
Dans la conférence sur « l'origine de l'œuvre d'art », le renversement de perspective au profit du monde est particulièrement marqué . C'est maintenant « l'œuvre d'art, qui est instauratrice » d'un monde en tant qu'elle est ouverture et aménagement de l'espace où toutes choses prennent leur place,.  Au sein de ce monde, le Dasein, passif, est « capturé » dans un « ajointement » de renvois, selon l'expression de Françoise Dastur (au milieu des renvois, tournures et conjointures). Ainsi conçu le monde ne sera plus jamais un assemblage de choses existantes ou un simple cadre dans lequel figureraient indifférentes les « choses ».
Il apparaît, que l'éclaircie de l'être ne relève plus exclusivement de l'homme ; l'œuvre d'art, note Hans-Georg Gadamer est aussi un événement de vérité. Selon Heidegger il n'est que de contempler un temple grec, qui semble avoir été arraché au monde des forces élémentaires, pour s'en convaincre ; la terre et le ciel, la pierre et la lumière sont beaucoup plus présents, au sens où ils accèdent au « là » (lieu) de leur essence véritable.
Alors que dans Être et Temps le monde transparaissait fugitivement à même l'outil cassé et le désarroi que ce simple accident provoquait , c'est maintenant l'« œuvre d'art » qui va nous dévoiler un monde et une terre ,.

### L'intimité des choses et du Monde
Après Être et temps, alors que les choses ne sont plus seulement des  ustensiles et le monde un rassemblement d'étants, le rapport entre la chose et le monde se complique remarque Didier Franck. Heidegger nous dit que monde et choses ne sont pas côte à côte mais qu'ils passent l'un à travers l'autre sans qu'il y ait à aucun moment entre eux fusion. « l'intimité de la chose et du monde n'est pas une fusion ».

### La quadrité comme loi de l'Être
« À ce qu’assurent les doctes pythagoriciens, Calliclès, le ciel et la terre, les dieux et les hommes sont liés entre eux par une communauté, faite d’amitié et de bon arrangement, de sagesse et d’esprit de justice, et c’est la raison pour laquelle, à cet univers, ils donnent, mon camarade, le nom de cosmos, d’arrangement, et non celui de dérangement non plus que de dérèglement. »

— Platon, Gorgias, 507e - 508a
Au contact de la poésie du poète Hölderlin, et dans une ultime étape, la question d'origine d’Être et Temps, comme question du « sens de l'être », s'est vue débordée, par la question du « Monde » qui se déploiera, à son tour, dans le concept d' « Uniquadrité », das Geviert comme si la « quadrité », l'enlacement des quatre puissances élémentaires, à savoir: « la Terre, le Ciel, les Divins et les Mortels, », était la « loi primordiale »  de l'Être. « Lorsque résonne le mot Das Geviert ou Quadriparti, tout (mortels et divins, terre et ciel) doit être entendu comme advenant à soi à partir de l' « Ereignis » » écrit Hadrien France-Lanord.

## Les puissances originaires en lutte

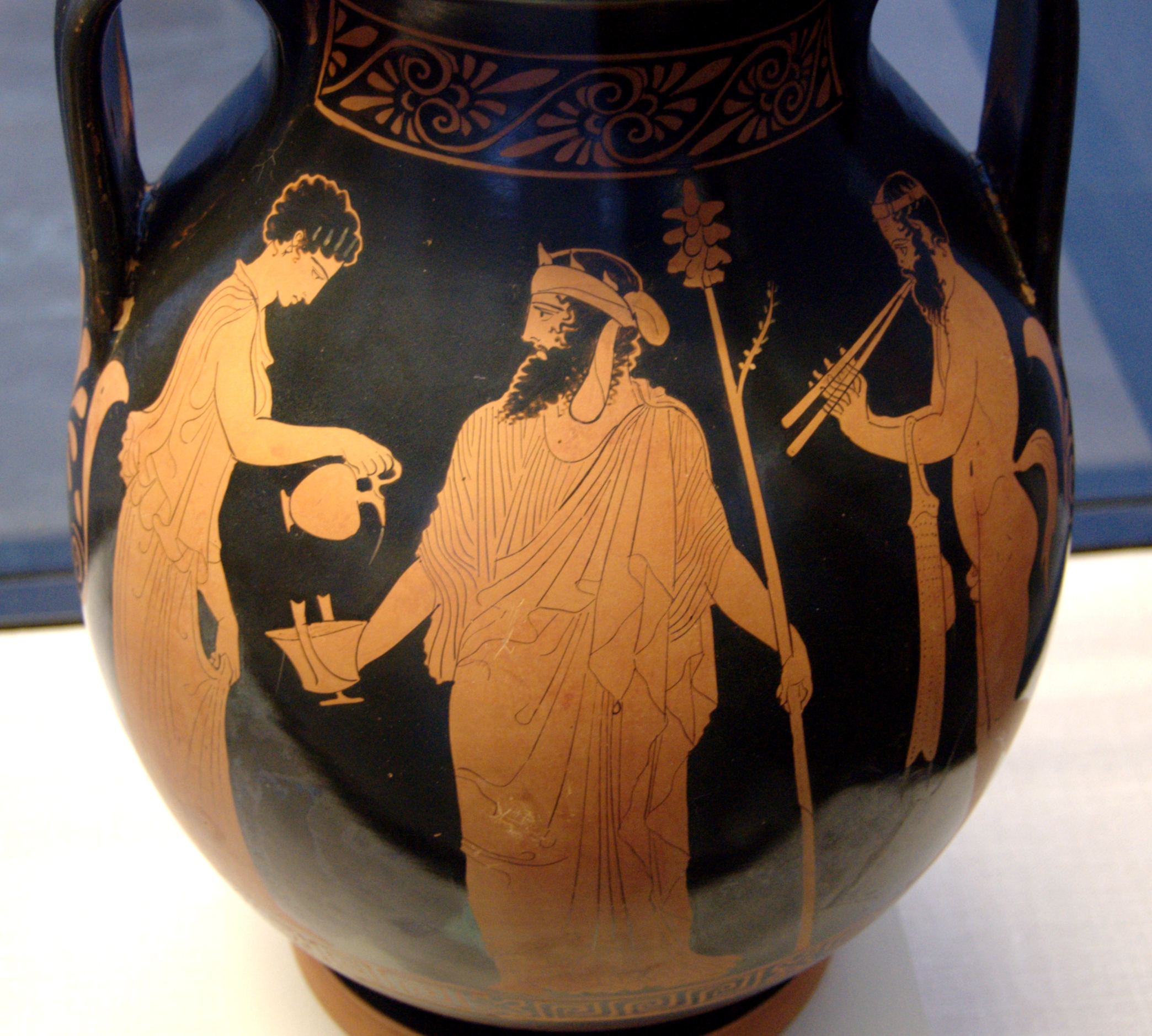
Libations dionysiaques

Dans son interrogation sur l'être de la « chose », Heidegger s'ingénie à décrire tout un spectacle cosmique caché. La chose n'est pas un simple objet inerte, mais peut, en tant que chose, et du point de vue du Dasein, posséder une fonction dans cet ordre métaphysique. Une cruche dans le monde grec, par exemple, n'est pas simplement de la terre mise en forme par un potier mais elle déploie son être dans le versement de ce qui est offert. Ainsi, l'utilité triviale de cette cruche, qui nous vient immédiatement à l'esprit, ne dit pas tout de son être. « Dans l'eau versée, nous dit Heidegger inspiré, la source s'attarde; dans la source, les roches demeurent présentes, et, en celles-ci, le lourd sommeil de la terre qui reçoit du ciel la pluie et la rosée. Les noces du ciel et de la terre sont présentes dans l'eau de la source ». L'eau peut être offerte aux hommes comme une offrande aux dieux. « Dans le versement du liquide offert, la terre et le ciel, les divins et les mortels sont ensemble présents ». L'ouverture à l'être dépasse l'homme, elle recompose la totalité de l'être. 
C'est ce que Heidegger nomme « quadriparti » : « la terre, le ciel, les hommes et les dieux ». « La chose déploie son être en rassemblant. Rassemblant, elle fait demeurer ensemble la terre et le ciel, les divins et les mortels ». La simple saisie de la « choséité de la chose » nous ouvre à la totalité de présence de l'être. « Le quadriparti uni du ciel et de la terre, des divins et des mortels, qui est mis en demeure dans le déploiement jusqu'à elles-mêmes des choses, nous l'appelons le Monde ». Mais « il ne suffit pas de dire que la chose fait apparaître et installe un monde ; il faut ajouter que le monde, en tant que quadriparti, fait paraître et installe les choses dans leur être propre »- écrit Alain Boutot,.
Jusqu'à la publication des Beitrage, le divin et les dieux, n'interviennent que comme médiateurs; il en est encore ainsi dans la Lettre sur l'humanisme. 
Dans quelque chose qui pourrait s'assimiler à une invocation, Heidegger, pour dire l'« Être », commence toujours par la Terre avant de l'accoupler au Ciel, puis il nomme ceux qui ont en partage la parole qui dit l'être : les Divins et les Mortels. La chose se manifeste en faisant venir un Monde à l’apparaître. Ce Monde est ce qui fonde l'être de la chose. « Le monde et les choses ne sont pas l'un à côté de l'autre, ils passent l'un à travers l'autre ».
Ce qui est essentiel à noter écrit Hadrien France-Lanord c'est que dans cette pensée l'homme perd sa primauté mais tout aussi bien le Dieu chrétien monothéiste dans la mesure où les divins ne sont pas au-dessus des hommes en tant que créateurs.

## La place de l'homme
L'événement du monde n'est toutefois pas indépendant du Dasein auquel il se trouve associé comme Heidegger l'explique dans La Parole d'Anaximandre. Gerard Guest, en introduction de sa conférence consacrée à la Lettre sur l'humanisme, souligne, de son côté, la volonté de Heidegger d'inscrire l'ouverture du Dasein dans l'éclaircie de l'être. Les mortels sont parties prenantes « du monder du monde »,  et, en tant que tels, inséparables des trois autres éléments , ils interviennent dans l'« ajointement » des puissances de l'« Être ». Pierre Caye fait du Dasein, privé de son rôle de fondement, que lui attribuait l'ancienne métaphysique, une « copule » qui articule, et n'advient elle-même à l'être, que par et dans son opération d'articulation. Ce qui est à  noter c'est que pour lui, loin de dévaloriser la place de l'homme la copule qui articule, la constellation de l'Être, soit des dieux, de la terre et du ciel, lui donne une place sur-éminente.
Avec les Apports à la philosophie : De l'avenance, le  Dasein prend définitivement place, comme articulation, dans la constellation du « Quadriparti », , où tous les termes s'entre-appartiennent et qui va constituer la dernière appellation de l'Être.  « La relation du Da-sein (écrit volontairement avec un tiret) à l’Être appartient au déploiement de l’Être (die Wesung des Seyns) lui-même, ce qui peut aussi se dire ainsi : l’Être requiert le Da-sein et ne se déploie (west) pas sans cette venue à soi (Ereignung) » (§ 135 Apports à la philosophie : De l'avenance).
L'homme n'est dorénavant plus compris comme le « fondement-jeté » de l'éclaircie mais comme celui qui se tient en elle, dans l' Ereignis (voir Apports à la philosophie : De l'avenance) et qui lui est redevable de son propre être. Tout cet effort de rupture avec la métaphysique de la subjectivité, remarque Michel Haar, aboutit, selon son expression, « à la figure ténue, minimale, exsangue du  mortel ». Le Dasein des débuts, en ce qui lui reste de l'homme métaphysique, s'efface définitivement devant le qualificatif de « mortel » pour être compris sur un pied d'égalité, dans l'unité du « Quadriparti » : « les hommes, les dieux, la terre et le ciel ».